# قانون السكك الحديدية عالية السرعة لعام 2021
قانون السكك الحديدية عالية السرعة لعام 2021 هو قانون برلماني أقره برلمان المملكة المتحدة في 11 فبراير 2021 لإعطاء الإطار التشريعي للمرحلة الأولى من السرعة العالية 2 بين ميدلاند الغربية وكرو وتشيشير.